# Krákan
Krákan är Eivør Pálsdóttirs andra soloalbum, utgivet år 2003.

## Låtlista
1. Rósufarið
2. Har Heiti Eldur Brann
3. Hjarta Mítt
4. Krákan
5. Kanska Ein Dag
6. Nú Brennur Tú Í Mær
7. Rura Barnið
8. Sum Sólja og Bøur
9. Brostnar Borgir
10. Sorgblídni (instrumental)
11. Hjarta Mitt (isländsk version av Hjarta Mítt)